# Albrecht I Bawarski
Albrecht I Bawarski (ur. 25 lipca 1336 w Monachium; zm. 13 grudnia 1404 w Hadze) – książę Straubing, hrabia Holandii, Zelandii i Hainaut.

## Życiorys
Albrecht był synem cesarza Ludwika Bawarskiego i jego drugiej żony Małgorzaty z Hainaut. W chwili śmierci ojca był małoletni. Wraz z braćmi w latach 1347–1349 rządził Bawarią. W latach 1349–1353 wraz z braćmi Stefanem II i Wilhelmem I panował w Dolnej Bawarii. W 1353 poślubił Małgorzatę, córkę Ludwika I brzeskiego. W tym samym roku na mocy układu zawartego w Ratyzbonie został hrabią Holandii. Formalnie aż do 1388 panował razem z chorym bratem Wilhelmem.
W Straubing polecił wybudować reprezentacyjny zamek. Mimo to od 1388 rezydował głównie w Hadze. W 1385 zorganizował podwójne wesele w Cambrai.
Jego związek ze Aleidą von Poelgeest wywołał niepokój w kraju. Stronnictwo mieszczańskie Kabeljaus, z pomocą Aleidy uzyskało wpływy na dworze. Przeciwstawiło się im stronnictwo rycerskie Hoeks popierane przez Wilhelma, syna Albrechta. Konflikt osiągnął punkt szczytowy, gdy Hoeks zamordowali Aleidę oraz hofmistrza Willema Cusera. Wilhelm musiał uciekać z kraju, ale już w 1394 pogodził się z ojcem.
W następnych latach Albrecht wraz z synem prowadzili wojny przeciw buntującym się Fryzyjczykom. Udało im się także uporządkować finanse państwa.
Albrecht został pochowany w kościele dworskim w Hadze.

## Potomstwo
Albrecht I oraz Małgorzata brzeska mieli siedmioro dzieci:
- Katarzyna Bawarska (1360–1402),
- Joanna Bawarska (1362–1386),
- Małgorzata Bawarska (1363–1423),
- Wilhelm II (1365–1417),
- Albrecht II (1368–1397),
- Jan III (1374–1425)
- Joanna Zofia Bawarska (1377–1410).

## Literatura
- Michaela Bleicher: Das Herzogtum Niederbayern-Straubing in den Hussitenkriegen. Kriegsalltag und Kriegsführung im Spiegel der Landschreiberrechnungen. Dissertation, Regensburg 2006, s. 31–42
- Laetitia Boehm: Das Haus Wittelsbach in den Niederlanden. In: Zeitschrift für bayerische Landesgeschichte. Band 44, 1981, s. 93–130, S. 111–115
- Alfons Huber, Johannes Prammer (Hrsg.): 650 Jahre Herzogtum Niederbayern-Straubing-Holland. Vortragsreihe des Historischen Vereins für Straubing und Umgebung. Historischer Verein für Straubing und Umgebung, Straubing 2005, ISBN 3-00-014600-8, S. 7–39, 91–126.
- Max Kirnberger: Das Herzogtum Straubing-Holland 1353–1429. Stadtverwaltung, Straubing 1967.
- Dorit-Maria Krenn, Joachim Wild: „fürste in der ferne“. Das Herzogtum Niederbayern-Straubing-Holland 1353–1425. Haus der Bayerischen Geschichte, Augsburg 2003, ISBN 3-927233-86-2, s. 5–29, 32–34, 42–44 (Hefte zur bayerischen Geschichte und Kultur, Band 28).
- Dorit-Maria Krenn: Albrecht I. von Straubing-Holland. In: Straubinger! 23 kurze Porträts. Attenkofer, Straubing 2007, ISBN 3-936511-39-X, S. 14–18.
- Edmund von Oefele: Albrecht I., Pfalzgraf bei Rhein. In: Allgemeine Deutsche Biographie (ADB). Bd. 1, Duncker & Humblot, Leipzig 1875, S. 230 f.
- Hans Patze: Die Wittelsbacher in der mittelalterlichen Politik Europas. In: Zeitschrift für bayerische Landesgeschichte. Band 44, 1981, S. 33–79, S. 70–72.
- Hans Rall: Albrecht I., Herzog von Bayern. In: Neue Deutsche Biographie (NDB). Bd. 1, Duncker & Humblot, Berlin 1953, S. 155 f.
- Joachim Wild: Die Herzöge von Straubing und Ingolstadt. Residenzstädte auf Zeit. In: Alois Schmid, Katharina Weigand (Hrsg.): Die Herrscher Bayerns. 25 historische Portraits von Tassilo III. bis Ludwig III. 2. Auflage. C. H. Beck, München 2006, ISBN 3-406-54468-1, S. 118–129, s. 119–121.
- Joachim Wild: Holland. Die Wittelsbacher an der Nordsee (1346–1436). In: Alois Schmid, Katharina Weigand (Hrsg.): Bayern mitten in Europa. Vom Frühmittelalter bis ins 20. Jahrhundert. C. H. Beck, München 2005, ISBN 3-406-52898-8, S. 92–106, s. 95–103.